# Грабівська волость
Грабівська волость — історична адміністративно-територіальна одиниця Міуського, потім Таганрізького округу Області Війська Донського з центром у слободі Грабова.
Станом на 1873 рік складалася зі слободи та 5 селищ. Населення — 3140 осіб (1594 чоловічої статі та 1546 — жіночої), 445 дворових господарств і 13 окремих будинків.
Найбільші поселення волості:
- Грабова — слобода над річкою Міус, 1583 особи, 166 дворових господарства та 4 окремих будинків;
- Струків — селище над річкою Міус, 511 осіб, 79 дворових господарств та 6 окремих будинків;
- Креничний — селище при річці Креничній, 165 осіб, 22 дворових господарств та 2 окремих будинків;
- Розсипний — селище при балці Розсипній, 461 особа, 61 дворове господарство й окремий будинок;
- Греків-Тимофіївський — селище при балках Уткіній і Лиходієвій, 231 особа, 32 дворових господарств;
- Греків-Семенівський — селище при балці Некошеній, 190 осіб, 28 дворових господарств.

Старшинами волості були:
- 1904 року — Н. К. Братченко[2];
- 1907 року — Василь Михайлович Батраков[3].
- 1912 року — Д. П. Кочура[4].